# Abako (merk)

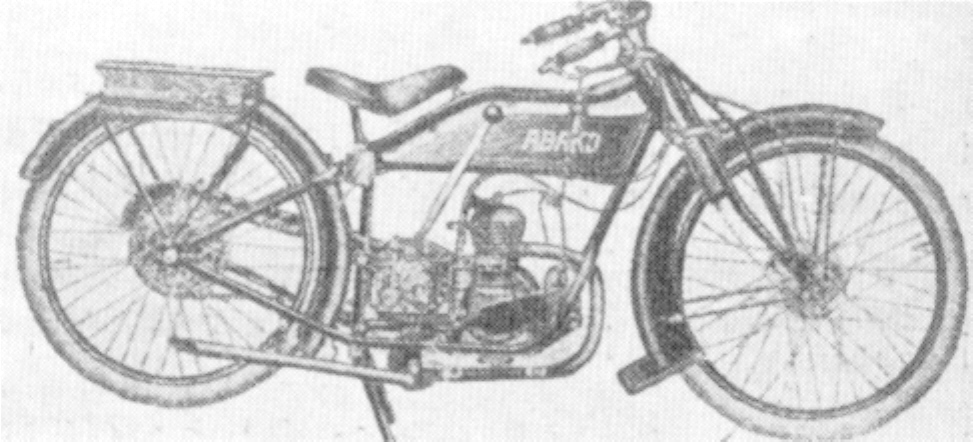
Abako 129 cc uit 1925

Abako is een historisch Duits motorfietsmerk. De naam is afgeleid van Apparatebau A.G. Kracker & Co., een bedrijf gevestigd in Neurenberg.
Onder het merk Abako werden tussen 1923 en 1925 motorfietsen met een 129 cc tweetaktmotor en een Sturmey-Archer-versnellingsbak geproduceerd. Het door Abako zelf geconstrueerde motorblokje had al drie spoelpoorten, wat destijds tamelijk vooruitstrevend was. Ook de kettingaandrijving naar het achterwiel en de trommelrem in het voorwiel waren indertijd tamelijk modern. Er werd ook een 119 cc versie geproduceerd. De motorfietsen van Abako wogen slechts 55 kg.
Na de Eerste Wereldoorlog ontstonden in Duitsland vele tientallen kleine motorfietsmerken, vaak omdat ze oorlogsproducten hadden gemaakt en door de ontwapeningsparagraaf in het Verdrag van Versailles ander werk zochten. Ze moesten het echter vaak hebben van een kleine klantenkring in hun eigen regio. In de omgeving van Neurenberg viel dat niet mee, omdat daar liefst 29 motorfietsmerken actief waren, waaronder in die tijd grote bedrijven als Ardie, Hecker, Hercules, Mars, TWN, (een zusterbedrijf van het grote Britse merk Triumph), Victoria en Zündapp. Daar kon het kleine bedrijf van Kracker uiteindelijk niet tegenop.
Na het faillissement in 1925 nam Johann Adam Vogler het bedrijf over. Hij veranderde maar weinig aan de motorfietsen en produceerde ze tot 1929 verder. Vogler was ook de producent van de Javon motorfietsen.